# Licey al Medio
Licey al Medio é um município da República Dominicana pertencente à província de Santiago. Inclui um distrito municipal: Las Palomas. É um importante município da província, porque o Aeroporto Internacional do Cibao está localizado aqui.
Sua população estimada em 2012 era de 69 321 habitantes.

## Economia
As principais atividades econômicas de Licey al Medio são a suinocultura e avícola, e tem uma indústria metalúrgica. O município mantém laços de intercâmbio econômico com Santiago, Moca e Santo Domingo, principalmente por sua produção de frangos e ovos. Tem uma um zona de parque industrial contendo sete empresas, com aproximadamente 275 funcionários no total.